# Sebastián Mendiburu
Sebastián Manuel Mendiburu Olano (Oyarzun, 1708-Bolonia, 1782) fue un escritor guipuzcoano en euskera.
Era jesuita y pasó treinta años predicando misiones en el obispado de Pamplona. Discípulo de Larramendi y amigo del escritor Cardaberaz. Por su elocuencia fue conocido como el "Euskal Zizeron" (el Cicerón vasco).

## Obras
- Jesusen Bihotzaren Devocioa [La devoción del corazón de Jesús] (1747)
- Otoitz-gaiac [Temas para la oración] (1759)
- Jesusen amore-nequeei dagozten cembait otoitz gai [Algunos temas para la oración correspondientes a los padecimientos amorosos de Jesús] (1760)
- Euscaldun onaren biziera [El modo de vida del buen vasco] (1762).